# Anime-Gataris
Anime-Gataris (アニメガタリズ?, Anime Gatarizu) è una serie televisiva anime prodotta da Wao World e diretta da Kenshirō Morii, trasmessa in Giappone dall'8 ottobre al 24 dicembre 2017.

## Personaggi
Minoa Asagaya (阿佐ヶ谷 未乃愛?, Asagaya Minoa)
Doppiata da: Kaede Hondo
Arisu Kamiigusa (上井草 有栖?, Kamiigusa Arisu)
Doppiata da: Sayaka Senbongi
Miko Kōenji (高円寺 美子?, Kōenji Miko)
Doppiata da: Hisako Tōjō

## Anime
Annunciato da DMM Pictures il 18 aprile 2017, il progetto televisivo anime, prodotto da Wao World per la regia di Kenshirō Morii, è andato in onda dall'8 ottobre al 24 dicembre 2017. La composizione della serie è stata affidata a Mitsutaka Hirota, mentre la colonna sonora è stata composta da Keigo Hoashi e Kuniyuki Takahashi. Le sigle di apertura e chiusura sono rispettivamente Aikotoba (アイコトバ?) di Garnidelia e Good Luck Lilac (グッドラック ライラック?, Guddo Rakku Rairakku) delle Gatalis (un gruppo formato dalle doppiatrici Kaede Hondo, Sayaka Senbongi e Hisako Tōjō. In varie parti del mondo gli episodi sono stati trasmessi in streaming in simulcast da Crunchyroll.

### Episodi
| Nº | Titolo italiano (traduzione letterale) Giapponese 「Kanji」 - Rōmaji                         | In onda          | In onda |
| Nº | Titolo italiano (traduzione letterale) Giapponese 「Kanji」 - Rōmaji                         | Giapponese       |         |
| 1  | Minoa, la novellina di anime! 「ミノア、アニメルーキー！」 - Minoa, anime rūkī!              | 8 ottobre 2017   |         |
| 2  | Assemblati, Anime-Gataris 「ツドエ、アニメガタリズ」 - Tsudoe, Anime Gatarizu                | 15 ottobre 2017  |         |
| 3  | Erika, cosplayer × cosplayer 「エリカ、レイヤー×レイヤー」 - Erika, reiyā × reiyā            | 22 ottobre 2017  |         |
| 4  | Stanza del club, una grande esplosione! 「ブシツ、ダイバクハツ！」 - Bushitsu, daibakuhatsu! | 29 ottobre 2017  |         |
| 5  | Beibei, non andare 「ベイベー、イケナイススメナイ」 - Beibē, ikenai susumenai                | 5 novembre 2017  |         |
| 6  | Kaikai, il climax dell'amore 「カイカイ、ラブクライマックス」 - Kaikai, rabu kuraimakkusu    | 12 novembre 2017 |         |
| 7  | Miko, annuncio di sciopero scrittura 「ミコ、ダンピツセンゲン」 - Miko, danpitsu sengen      | 19 novembre 2017 |         |
| 8  | Arisu, i soldi non bastano 「アリス、オカネガタリマセンワ」 - Arisu, okane ga tarimasen wa   | 26 novembre 2017 |         |
| 9  | Aniken, da sempre spacconi 「アニケン、ズットテング」 - Aniken, zutto tengu                  | 3 dicembre 2017  |         |
| 10 | Aniken, club finalmente sciolto 「アニケン、ヤットハイブ」 - Aniken, yatto haibu             | 10 dicembre 2017 |         |
| 11 | 「共ニ語リシ光輝（めいゆう）ノ裏切リ」 - Kyō ni-go rishi Kōki (meiyū) no uragiri             | 17 dicembre 2017 |         |
| 12 | Minoa, catarsi 「ミノア、カタルシス」 - Minoa, katarushisu                                   | 24 dicembre 2017 |         |